# Kalwaria (herb szlachecki)

Herb szlachecki Kalwaria

Kalwaria (Kalwarya) – polski herb szlachecki.

## Opis herbu
W polu czerwonym czaszka srebrna na dwóch skrzyżowanych kościach ramiennych srebrnych. W klejnocie w koronie szlacheckiej halabarda srebrna w prawo utkwiona w hełmie.

## Herbowni
Herb własny białoruskiej rodziny Wiarowkinych-Szelutów.
Lista herbownych z Herbarza polskiego Tadeusza Gajla: Markos, Markusz, Markuz, Osłowski, Szeluta, Werofkin, Wierowkin-Szeluta, Worofkin.
Herb ten jest dość podobny do herbu Trupia Głowa, dlatego też listy nazwisk tych obu herbów częściowo się pokrywają.